# Redento
Redento es un nombre propio de persona masculino. De origen latino, se conserva en la tradición italiana. 

## Variantes
- Masculino: Redente, Redenzio
  - Alterados: Redentino
- Femeninos: Redenta
  - Alterados: Redentina

### Variantes en otras lenguas
- Latino: Redemptus
  - Femeninos: Redempta

## Origen y difusión
Deriva del nombre latino Redemptus y Redempta, basado sobre el verbo redimere, ossia "liberar", "salvar". De significado muy transparente ("redento", "salvado", "riscattato del pecado original"), se extraída de un nombre típicamente cristiano, referido generalmente a los conceptos de la redenzione de la humanidad y de Cristo Redentore y sólo secundariamente impuesto en honor de los santos así llamados. En algunos azares puede sin embargo tener raíces políticas, con referencia a la "redenzione" de Trento y Trieste y a la irredentismo.
Difundido en el centro-norte de Italia, el varonil tiene mayor frecuencia en Lombardia y Veneto, mientras el femenino en el Lacio. Las formas Redentino y Redentina son típicas de la Lombardia.

## Onomástica
La onomástica puede ser celebrada, en memoria de varios santos, en las fechas siguientes:
- 8 abril, san Redento, obispo de Ferentino[1]
- 23 julio, santa Redenta, asceta en Roma[2]
- 29 noviembre, beato Redento de la Cruz (en el siglo Tomás Rodrigues da Cunha), carmelita descalzo, mártir en Aceh con el beato Dionisio de la Natividad[3]

## Personas
- Redento de Trani, obispo romano
- Redento de la Cruz, misionero portugués

## Otros proyectos
- Libros de texto en Wikilibros.

- Wikizionario contiene il lemma di dizionario «Redento»

- Datos: Q3931517